# Bimbilla
Bimbilla es una ciudad de la región Norte de Ghana. Según el censo de 2010, tiene una población de 31 400 habitantes.
Está ubicada cerca de los ríos Volta Negro y Blanco, al norte de Acra —la capital del país— y del golfo de Guinea.